# 徐国元
徐国元（1956年8月17日—），男，辽宁海城人，中华人民共和国政治人物。中共中央党校经济管理专业函授毕业，大学学历。

## 生平
1976年加入中国共产党。历任内蒙古自治区呼伦贝尔盟统计局局长，根河市人民政府市长，呼伦贝尔盟委组织部长，中共赤峰市委副书记、赤峰市人民政府市长等职。2007年12月因涉嫌经济犯罪被双规，次年2月被罢免市长职务，2009年1月被双开。2009年内蒙古自治区包头市中级人民法院依法以受贿罪、巨额财产来源不明罪判处其死缓，剥夺政治权利终身，并处没收个人全部财产，法院认定其收受贿赂共计折合1241余万元，另有1410余万元财产不能说明合法来源。其妻李敏杰（原赤峰市医院康复科副主任医师）犯受贿罪、掩饰、隐瞒犯罪罪，判处有期徒刑3年，缓刑5年，并处没收个人财产人民币10万元，罚金人民币10万元。根据媒体报道，徐国元6年间敛财约3200万元，他推崇“办事送钱、送钱办事”的潜规则，甚至发展到“谁送了钱我记不住，谁没送钱我能记住”的地步，甚至2006年6月纪检监察机关开始对其收受孙才科（时任大连新型企业集团有限公司党委书记、董事长）所送别墅一事进行初核后，仍大肆收受他人款物，就连进了监狱还手捧佛经，妄想得到佛祖保佑。